# Лалаев, Орхан Муса оглы
Орхан Муса оглы Лалаев (азерб. Lalayev Orxan Musa oğlu; 12 октября 1991, Баку, Азербайджанская ССР) — азербайджанский футболист, амплуа — защитник.

## Клубная карьера
Профессиональную карьеру футболиста начинал в 2010 году с выступления в клубе Премьер-лиги «Мугань» Сальяны. В 2011 году перешёл в клуб первого дивизиона ФК «Шуша». В январе 2012 года, во время зимнего трансферного окна перешёл в клуб азербайджанской Премьер-лиги «Ряван» Баку.

### Чемпионат
Дебютировал в основном составе ФК «Ряван» 24 сентября 2012 года в гостевом матче Премьер-Лиги против ФК «Габала». Отыграл все 90 минут матча.

### Кубок
Всего в Кубке Азербайджана провел 6 игр, 5 из которых будучи игроком «Рявана».
Статистика выступлений в Кубке Азербайджана по сезонам:
| № | Сезон       | Клуб    | Игр | В запасе | Голов |
| - | ----------- | ------- | --- | -------- | ----- |
| 1 | 2011 / 2012 | «Шуша»  | 1   | 0        | 0     |
| 2 | 2012 / 2013 | «Ряван» | 1   | 0        | 1     |
| 3 | 2013 / 2014 | «Ряван» | 4   | 1        | 0     |